# 米原列車区
米原列車区（まいばられっしゃく）は滋賀県米原市にある西日本旅客鉄道（JR西日本）近畿統括本部の運転士・車掌が所属する組織である。米原市役所北側に所在。
国鉄分割民営化を前に、名古屋鉄道管理局から大阪鉄道管理局に移管された。

## 沿革
- 年月日不明 - 米原車掌区が発足。
- 1986年（昭和61年）11月1日 - 米原車掌区が名古屋車掌区米原支区に改称。
- 1987年（昭和62年）3月1日 - 名古屋鉄道管理局から大阪鉄道管理局に移管。名古屋車掌区米原支区は京都車掌区米原支区になる。
- 1990年（平成2年）3月10日 - 米原運転区と京都車掌区米原支区が統合し、米原列車区が発足[1]。

## 乗務範囲
- 琵琶湖線・JR京都線：大阪 -  米原間
- 北陸本線：米原 - 敦賀間